# ملشيور آدم
ملشيور آدم (بالألمانية: Melchior Adam)‏ هو كاتب سير وكاتب ومؤرخ ألماني، ولد في 1575 في Gmina Grodków ‏ في بولندا، وتوفي في 26 ديسمبر 1622 في هايدلبرغ في ألمانيا.